# Carl Hermann Kraeling
Carl Herman Kraeling (* 10. März 1897 in Brooklyn; † 14. November 1966 in New Haven) war ein US-amerikanischer Neutestamentler und Christlicher Archäologe. Er ist bekannt für seine Veröffentlichungen über die Synagoge und die Hauskirche von Dura Europos.

## Leben
Kraeling war ein Sohn des lutherischen Pastors Emil Carl Johannes Kraeling und dessen Frau Clara Mathilda (geborene Maus). Er erwarb 1918 an der Columbia University den Grad eines Bachelor of Arts und studierte anschließend an der University of Pennsylvania und am Union Theological Seminary in the City of New York sowie am Lutheran Theological Seminary in Philadelphia. 1926 schloss er sein Studium mit dem Grad eines Bachelor of Divinity ab. 1923 heiratete er Elsie Dittmer und wurde zum lutherischen Pastor ordiniert. Er arbeitete neun Jahre lang in verschiedenen Positionen am Lutheran Theological Seminary.
1932 wurde er Assistenzprofessor, später außerordentlicher Professor für neutestamentliche Studien an der Divinity School der Yale University. 1947 wurde er zum Direktor der Abteilung für Sprachen und Literaturen des Nahen Ostens der Yale University ernannt, während er den Lehrstuhl für neutestamentliche Studien an der Divinity School innehatte. 1950 wurde er Direktor des Oriental Institute der University of Chicago. Daneben war er von 1949 bis 1954 Präsident der American Schools of Oriental Research. 1963 wurde er emeritiert.

## Familie
Kraeling war seit dem 6. September 1923 mit Elise Anna (geborene Dittmer) verheiratet, mit der er mindestens drei Kinder hatte.
- Ruth Kraeling
- Doris Kraeling
- Robert Conrad Kraeling (1931–2000)

Kraeling war ein jüngerer Bruder von Emil Gottlieb Heinrich Kraeling (1892–1973).

## Schriften (Auswahl)
- Anthropos and Son of Man. A Study in the Religious Syncretism of the Hellenistic Orient. New York City 1927, OCLC 1110716338.
- Gerasa. City of the Decapolis. New Haven 1938, OCLC 13952959 (archive.org – Leseprobe).
- John the Baptist. Charles Scribner’s Sons, London / New York 1951, OCLC 872383985 (archive.org – Leseprobe).
- The excavations at Dura-Europos: conducted by Yale University and the French Academy of Inscriptions and Letters, Final report 8 Part 1, The synagogue. Yale University Press, New Haven 1956 (archive.org – Leseprobe)
- The excavations at Dura-Europos: conducted by Yale University and the French Academy of Inscriptions and Letters, Final report 8 Part 2, The Christian building. Dura-Europos Publications, Locust Valley, New York 1967.